# Peter Hoffmann (Produzent)
Peter Hoffmann (* 22. Dezember 1953 in Duisburg) ist ein deutscher Musikproduzent, der u. a. Künstler wie Johannes Oerding, Falco, Oli.P, Die Lollipops, Tokio Hotel, LaFee (gemeinsam mit David Bonk), Jenniffer Kae und Felix Meyer produziert hat. Für LaFee produzierte er bereits ihr viertes Studioalbum Frei, das am 19. August 2011 veröffentlicht wurde. Von 2011 bis 2014 saß Peter Hoffmann in der Jury von Dein Song (unter anderem neben Annett Louisan und Joja Wendt).
Hoffmann ist Eigentümer des HoBo („Ho“ffmann, „Bo“nk) Studios in Vögelsen, welches bis 2012 zu den Hopla Studios (HoffmannPlasa) gehörte, und war Gesellschafter des Joint Ventures HoPla-reloaded mit Peermusic Publishing, welches auf die Etablierung von Newcomer Acts zielte. Auch sein langjähriger Produzentenpartner Franz Plasa, deren Zusammenarbeit bereits 1988 mit dem Song Der blonde Hans zu einem Charterfolg führte, ist an den Produktionen von HoPla-reloaded beteiligt.